# Лист до заручника
Лист до заручника (фр. Lettre à un otage) - твір французького письменника Антуана де Сент-Екзюпері, надрукований у 1943 році у США видавництвом Éditions Brentano’s.

## Історія створення
Текст твору був задуманий Сент-Екзюпері, як передмова до роману свого найкращого друга Леона Верта. Але книга Л. Верта не була опублікована. Оскільки Л. Верт знаходився на окупованій нацистами території Франції та мав єврейське походження, Сент-Екзюпері значно переробив передмову та виключив прямі згадки про свого друга, щоб не наражати його на небезпеку. 

## Зміст
Події, викладені в новелі, відбуваються у 1940 році, після поразки Франції у війні з нацистською Німеччиною. Твір складається з шести розділів, в яких Сент-Екзюпері згадує минуле, висловлює свої враження від участі у бойових діях.                                                                                                                                                                                                                      Перебуваючи на пароплаві, що прямував з Португалії до США, Сент-Екзюпері бачить втікачів, які залишили країну заради збереження власних статків та яких він порівнює з рослинами без коріння, розмірковує над втратою ними зв’язку із батьківщиною.                                                                                                                                                      Згадуючи своє буття у пустелі, зірки, як дороговказ вірного шляху до оази, він провадить паралелі з життям міст та доходить до висновку, що жити важливо для повернення. Але для цього, на думку Сент-Екзюпері, необхідно відчувати життя тих, задля кого варто повернутися.                                                                                                                   Він звертає увагу на те, що йому дуже важлива доля тих, кого він любить. І в цьому сенсі його дуже непокоїть доля друга, літнього чоловіка, який фактично залишився заручником в окупованій ворогом Франції. Сент-Екзюпері подумки звертається до нього, вважаючи, що винен допомогти йому жити…                                                                                         Та основною його ідеєю є необхідність повернення волі сорока мільйонам заручників у Франції, які, за словами Сент-Екзюпері, живлять духовне світло… 